# Jack Lidström

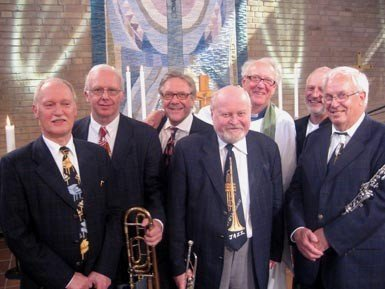
Jack Lidström (vierde van links) met de andere Hep Cats

Jack Martin Lidström (Södertälje, 1 mei 1931 - 16 januari 2016) was een Zweedse jazz-trompettist, -kornettist en -zanger in de dixieland. Hij was in 1948 oprichter van The Hep Cats, waarmee hij tot zijn overlijden actief was. Met de groep heeft hij ook platen gemaakt.

## Discografie
singles
- Jack Lidström Plays Charles Chaplin (E.P. met op kant b twee nummers van Harry Arnold And His Orchestra, Metronome)
- Ole Miss/Squeeze Me, Metronome
- Surrounded by the Beauties (E.P.), Metronome, 1957
- Hep Cats Jubilee Album Vol. 1 (E.P.), Sonet/Storyville Records,

albums (selectie)
- Look, Dad! They're Coming Down Our Street, World Pacific, 1957
- Jack Lidstrõm (met de Hep Cats), BUMS, 1980
- Festijazz 2005
- Västeråskonserten